# Rue Marx-Dormoy (Fontenay-aux-Roses)
Pour les articles homonymes, voir Rue Marx-Dormoy.
La rue Marx-Dormoy est un axe de communication de Fontenay-aux-Roses dans les Hauts-de-Seine. Elle suit la tracé de la route départementale 128.

## Situation et accès
Sa partie méridionale était autrefois parcourue par la ligne no 86 du tramway, dite Châtenay-Champs de Mars, seconde ligne traversant la ville. Cette ligne fut administrée par la Société des transports en commun de la région parisienne à partir de 1921.

## Origine du nom
Elle a été renommée en 1944 en hommage à Marx Dormoy (1888-1941), ancien ministre du Front populaire et maire de Montluçon assassiné par d'anciens Cagoulards pendant l'Occupation. 

## Historique
Cette voie de communication est l'ancienne voie de Fontenay à Bagneux, puis rue de Bagneux, du nom de la ville vers laquelle elle se dirige,.
C'est le 12 février 1875 que le Conseil municipal décida que la rue du Plessis-Piquet prendrait le nom de rue des Écoles, et que le nom de rue de Bagneux serait donné à la partie de la rue de Diane comprise entre la Grande-Rue et la rue de Bagneux. Notons que cet odonyme a été jusqu'à s'étendre sur la partie septentrionale de l'avenue Lombart.
Le général Michel-Aloys Ney y est mort le 23 février 1881, dans la maison située à l'angle de la rue Marx-Dormoy et de la rue de l'Avenir (anciennement rue de la Procession).

## Bâtiments remarquables et lieux de mémoire
- Promenade départementale des Vallons-de-la-Bièvre, dite Coulée Verte.
- À l'emplacement du parc Sainte-Barbe[11], se trouvait la chapelle Sainte-Barbe, conçue par Eugène Viollet-le-Duc, et détruite en 1974.
- L'historien Robert Boutruche y a vécu au no 63.